# Тумана
Тумана — река в России, протекает в Оричевском районе Кировской области. Устье реки находится в 1,8 км по левому берегу реки Мурдюг. Длина реки составляет 13 км.
Исток реки в лесном массиве у нежилого посёлка Тумановский в 30 км к юго-востоку от Котельнича. Течёт на запад по ненаселённому лесу. Впадает в Мурдюг севернее села Суводи за 1,8 км до впадения того в Вятку.

## Данные водного реестра
По данным государственного водного реестра России относится к Камскому бассейновому округу, водохозяйственный участок реки — Вятка от города Котельнич до водомерного поста посёлка городского типа Аркуль, речной подбассейн реки — Вятка. Речной бассейн реки — Кама.
По данным геоинформационной системы водохозяйственного районирования территории РФ, подготовленной Федеральным агентством водных ресурсов:
- Код водного объекта в государственном водном реестре — 10010300412111100036160
- Код по гидрологической изученности (ГИ) — 111103616
- Код бассейна — 10.01.03.004
- Номер тома по ГИ — 11
- Выпуск по ГИ — 1